# 뤼디아 비데만
뤼디아 비데만 레흐토넨(핀란드어: Lydia Wideman-Lehtonen, 1920년 5월 17일 ~ 2019년 4월 13일)은 핀란드의 은퇴한 크로스컨트리 스키 선수이다. 그녀는 1952년 동계 올림픽때 10km에서 우승했다.
그녀의 가족 대부분은 숙련된 크로스컨트리 스키 선수였다.

## 참조
1. ↑  리디아 비데만[깨진 링크(과거 내용 찾기)]. sports-reference.com